# 笠原拓巳
笠原 拓巳（かさはら たくみ、1995年7月25日 - ）は、東京都出身のタレント、YouTuber。放映新社所属。

## 経歴
2003年に放映新社に所属し、芸能界デビュー。2005年1月31日・2月21日にフジテレビ『ほんとにあった怖い話』に出演し、稲垣吾郎（SMAP）と共演。
2005年から2010年までNHK教育『天才てれびくんMAX』にてれび戦士として出演し、塚田良平（プロデューサー）などによる制作のMTKに参加。
2008年に『天才てれびくんMAX』にて千葉一磨（てれび戦士）とナンダーMAX（お笑いコンビ）を結成し、ツッコミ担当として『M-1グランプリ』に出場し、予選1回戦を突破するが、2回戦にて敗退。
2009年度『天才てれびくんMAX』では最終学年となり、全てれび戦士の中の最年長戦士（同学年の中で最も誕生日が早い）として活動。夏イベントでは前田公輝（2005年度『天才てれびくんMAX』にて共演した2005年度最年長てれび戦士）と再共演（2009年度てれび戦士の中で笠原は2005年度『天才てれびくんMAX』に出演した唯一のてれび戦士）。
2010年にナンダーMAX拓巳名義で個人で『R-1ぐらんぷり』に出場するが、予選1回戦にて敗退。
2012年12月7日に実名でYouTuberチャンネルを開設し、YouTuberデビュー。『ベタな感じで生拓巳でどうですか？』（シリーズイベント企画）を開始。
2014年10月12日に日向滉一（元てれび戦士）のYouTubeチャンネル「ゲーム実況やりたい」の動画5本に出演。
2015年に千葉一磨とナンダーMAXを再結成し、再度ツッコミ担当として『M-1グランプリ2015』に出場し、2008年と同じく予選1回戦を突破するが、2回戦にて敗退。
2019年2月25日に新たにYouTuberチャンネル「かさはランド」を開設し、2020年3月27日に『ベタな感じで生拓巳でどうですか？』関連YouTuberチャンネル「ベタ拓」を開設。
2020年に塚田良平が新型コロナウイルスに関するプロジェクトを立ち上げ、笠原などの元てれび戦士を集め、5月17日にYouTubeチャンネルを設立し、『夢のチカラ』（2009年度『天才てれびくんMAX』のMTK）の元てれび戦士が歌う新版と、新曲『YELL』を同日にYouTubeにて公開。8月29日・9月19日には塚田が笠原のYouTube動画に出演した。

## 人物
- 司書資格所持、一人っ子、ペットはミニチュアダックス[6][7][8][9][10][11]。

- 好きな物はアニメ、お笑い、プロレス、ダーツ、ボーリング、サッカー、Beatmania、ヒップホップダンス、パーカッション[6][7][8][9][10][11]。新日本プロレスのファン。ハリーポッターのホグワーツ魔法魔術学校で好きな寮・入りたい寮はグリフィンドール[12]。

- ナンダーMAXとハイマート（お笑いユニット）所属[6]。

- 『ベタな感じで生拓巳でどうですか？』（2012年より実施しているシリーズイベント企画）では元てれび戦士（中村有沙・日向滉一・長谷川あかり・千葉一磨・渡邉聖斗・齊藤稜駿・中村あやのなど）が出演。

## 出演

### 映画
- タナカヒロシのすべて（2005年5月14日、ファントム・フィルム / プログレッシブ・ピクチャーズ）
- スクールデイズ（2005年2月10日、ファントム・フィルム）

### 舞台
- 第14帝国物語～元帥がやってくる（2010年）
- ベタな感じでカフェタクミでどうですか？（2012年 - ）